# Столетняя выставка в Цинциннати
Столетняя выставка в Цинциннати (англ. Cincinnati Centennial Exposition, полное название The Centennial Exposition of the Ohio Valley and Central States) — международная выставка техники и искусства, прошедшая в Цинциннати в 1888 году и посвящённая столетию города.
Стала последней из выставок, организованных американским предпринимателем Альфредом Гошорном.

## История

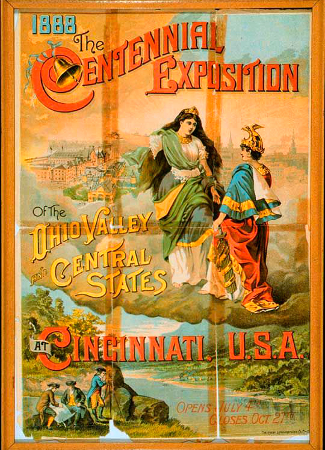
Плакат выставки

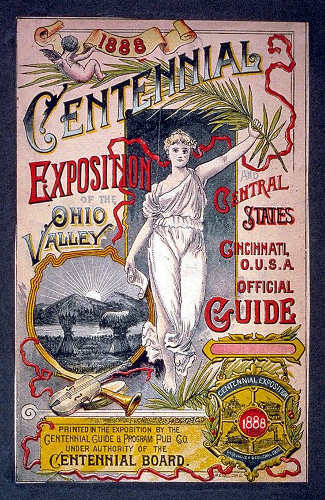
Руководство выставки

Проходила с 4 июля по 8 ноября и должна была «стать свидетельством развития искусства, науки и промышленности в столетие северо-западной территории» — так говорилось в официальном руководстве к выставке. В день открытия по улицам Цинциннати прошёл парад, в котором участвовало около полумиллиона человек.
Участниками выставки стали восемь стран, включая США, и пятнадцать штатов: Огайо, Кентукки, Индиана, Иллинойс, Западная Вирджиния, Теннесси, Пенсильвания, Мичиган, Айова, Миссури, Канзас, Джорджия, Южная Каролина, Флорида, Северная Каролина. Экспозиция собрала более миллиона посетителей (1 056 888 человек). Самый высокий день посещаемости был 28 сентября, выставку посетили 45 487 человек.
Проводилась в районе Мюзик-холла в Вашингтон-парке. Дополнительно к Мюзик-холлу (построен в 1877 году) были возведены два дополнительных здания — главный выставочный зал и машинный зал. Главное выставочное здание, расположенное в Вашингтон-парке, было двухэтажным. Машинный зал был расположен напротив канала Майами и Эри, который во время выставки превратился в венецианские каналы с гондолами для зрителей. Через канал построили четыре богато украшенных моста.
Стоимость входного билета для взрослых составляла 25 центов, цена абонемента − 5 долларов.